# Avena byzantina
Avena byzantina é uma espécie de planta com flor pertencente à família Poaceae. 
A autoridade científica da espécie é K.Koch, tendo sido publicada em Linnaea 21(4): 392. 1848.

## Portugal
Trata-se de uma espécie presente no território português, nomeadamente em Portugal Continental e no Arquipélago dos Açores.
Em termos de naturalidade é introduzida nas duas regiões atrás indicadas.

## Protecção
Não se encontra protegida por legislação portuguesa ou da Comunidade Europeia.